# Talsperre Dröda
Die Talsperre Dröda, die nach dem gestauten Fluss auch Feilebachtalsperre oder Talsperre Feilebach genannt wird, ist eine Talsperre im Vogtlandkreis im Freistaat Sachsen. Sie wurde für die Trinkwasserversorgung und den Hochwasserschutz gebaut. Sie dient auch der Stromerzeugung.

## Bauwerke
Die Staumauer der Talsperre Dröda ist eine 52,5 m hohe Gewichtsstaumauer aus Beton. Die Talsperre wurde von 1964 bis 1971 bei Dröda, einem Ortsteil der Gemeinde Weischlitz, westlich von Oelsnitz (Vogtland) errichtet. Beim Bau der Talsperre wurden die Dörfer Ramoldsreuth und Dechengrün vollständig abgebrochen, welche ebenso wie die Talsperre im 5-km-Sperrgebiet der damaligen innerdeutschen Grenze lagen. 
Die genauen Betriebsdaten sind: 
- Grundsteinlegung: 4. August 1967,
- Einstaubeginn: 2. Oktober 1969,
- Inbetriebnahme und offizielle Übergabe: 6. Oktober 1971.

Die Talsperre hat eine Kleinwasserkraftanlage, zwei Vorsperren (Bobenneukirchen, Ramoldsreuth) und neun Vorbecken. Gestaut werden der Feilebach und dessen Nebenfluss Schafbach, weshalb die Talsperre zwei Arme besitzt.

## Freizeitmöglichkeiten
Freizeitsport im und am Stausee ist zur Wasserreinhaltung bis auf Angeln nicht möglich. Die Mauerkrone ist nicht für die Öffentlichkeit zugänglich. Über den Damm der Vorsperre Ramoldsreuth führt jedoch ein Wanderweg.

## Geschichte
Da das Einzugsgebiet der Trinkwassertalsperre über den Feilebach zum Teil in Bayern liegt, wurde zu Zeiten des Kalten Krieges an den Zuläufen aus Bayern Indikationsteiche angelegt. Diese wurden mit Fischen besetzt, welche etwaige chemische Verunreinigungen der Zuflüsse durch feindlich gesinnte Kräfte anzeigen sollten. Der größte Indikationsteich befand sich nahe dem einstigen und durch die Grenztruppen der DDR zerstörten Ort Troschenreuth. Hier wurde der Oberhartmannsreuther Bach gestaut. Dieser Indikationsteich ist heute als Vorbecken Troschenreuth Teil des Talsperrensystems Dröda.